# Rhynchosia viscosa
Rhynchosia viscosa är en ärtväxtart som först beskrevs av Albrecht Wilhelm Roth, och fick sitt nu gällande namn av Dc.. Rhynchosia viscosa ingår i släktet Rhynchosia och familjen ärtväxter.

## Underarter
Arten delas in i följande underarter:
- R. v. stipulosa
- R. v. violacea
- R. v. viscosa
- R. v. breviracemosa